# Grafikdesign

Piktogramme der US-amerikanischen Nationalparkdienste als Beispiel für die Anwendung des Grafikdesigns

Grafikdesign oder Kommunikationsdesign ist eine Tätigkeit, Sprache, Gedanken und größere gedankliche Zusammenhänge mittels Typographie, Bild, Farbe und Material visuell darzustellen und augenscheinlich vermittelbar zu machen.

## Geschichte
William Addison Dwiggins (1880–1956) soll 1922 in Amerika den Begriff graphic design, der seit Ende des 20. Jahrhunderts in den Schreibweisen Graphikdesign, Grafikdesign und Grafik-Design auch im deutschen Sprachraum benutzt wird, geprägt haben. 
Vorher war die damit bezeichnete Tätigkeit Teil der Arbeit traditionell grafisch arbeitender Berufsleute wie Drucker, Typografen oder Schriftsetzer. Sich schon vorher auf den gestalterischen Teil konzentrierende deutschsprachige Grafiker wurden bis in die späten 1980er Jahre »Gebrauchsgraphiker« oder »Werbegraphiker« genannt.
Die Entwicklung des Grafikdesigns erfolgte nicht ausschließlich parallel zur Industriellen Revolution. So gehört zum Beispiel schon die von Toulouse-Lautrec ausgehende (Plakat-)Kunst dazu. Diese wurde durch soziales und politisches Engagement nach der Studentenrevolte 1968 in Frankreich nochmals stark geprägt. Inzwischen ist Grafikdesign relativ fest an die Gepflogenheiten moderner Gesellschaften gekoppelt. Schwerpunkte sind kommerzielle Werbung und öffentliche Kommunikation.

## Berufsbezeichnung und Ausbildung
Die nicht geschützte Berufsbezeichnung Grafikdesigner/-in ist eine Spezifizierung des Begriffs Designer. Der Begriff Grafikdesigner wird heute teilweise durch Kommunikationsdesigner ersetzt und unterscheidet sich vom Industrie-, Mode-, Foto- und Webdesigner. Einen Diplomgrad – z. B. Diplom-Designer/-in bzw. Dipl.-Des.  – darf nur führen, wem dieser akademische Grad nach einem erfolgreich absolvierten Hochschulstudium verliehen wurde. Seit der Bologna-Reform gibt es Bachelor- und Master-Abschlüsse.
Die Ausbildung zum Grafikdesigner oder Kommunikationsdesigner ist ein staatlich anerkannter Studiengang. Sie kann im dreijährigen Vollzeitunterricht an Berufskollegs (bzw. Berufsfachschulen) oder Hochschulen für Gestaltung als Bachelor oder Master studiert werden. Es gibt rund 40 Hochschulen, die eine Ausbildung zum Kommunikationsdesigner in Deutschland anbieten. Um an einer Schule aufgenommen zu werden, muss man an staatlichen sowie an privaten Schulen eine Mappe mit Gestaltungsarbeiten einreichen und eine Eignungsprüfung bestehen.

## Tätigkeitsfelder
Die Gestaltung der klassischen Printmedien wie Zeitschriften, Büchern und Broschüren wird auch als Editorial Design bezeichnet.
Seit Ende der 1980er Jahre spricht man vom Mediendesign als Arbeitsfeld, das sich mit elektronischen Medien beschäftigt, die im Falle von Webseiten oder mobile Apps auch interaktive Eigenschaften haben können.
Mögliche Spezialisierungen im Bereich des Grafikdesigns sind Typografie, Illustration, Fotografie, Druckgrafik, DTP (Desktop-Publishing), Werbung, Branding, Corporate Design als Teilbereich der Corporate Identity, Messe- und Ausstellungsdesign und Film.
Das klassische Grafikdesign beschränkt sich seit einigen Jahren nicht mehr nur auf das Gestalten von und mit grafischen Formen. Deshalb wird zunehmend der Begriff Kommunikationsdesign als ein Oberbegriff angenommen, der neben dem Begriff der Visuellen Kommunikation auch noch die verbale und die audiovisuelle Kommunikation beinhaltet.
In Werbeagenturen ist der Grafikdesigner in der Regel für die grafische Umsetzung von Konzepten verantwortlich, die von Art Director oder Creative Director entwickelt werden.